# Ляшенко Олена Ігорівна
Ляшенко Олена Ігорівна (15 листопада 1968) — український економіст, науковець та педагог. Завідувач кафедри економічної кібернетики Київського університету імені Тараса Шевченка. Доктор економічних наук, професор (2008).

## Родина
Батько — Ляшенко Ігор Миколайович, професор Київського університету.

## Освіта
1990 закінчила факультет кібернетики Київського університету імені Тараса Шевченка.
1990-1993 — аспірантура кафедри прикладної статистики Київського університету імені Тараса Шевченка.
Стажування в університетах міст Умеа (Швеція), Гельсінкі (Фінляндія), Сандерленд (Велика Британія).

## Життєпис
З 1994 — асистент кафедри економічної кібернетики економічного факультету Київського університету імені Тараса Шевченка.
З 1999 — доцент кафедри економічної кібернетики економічного факультету Київського університету імені Тараса Шевченка.
З 2002 — докторант кафедри економічної кібернетики економічного факультету Київського університету імені Тараса Шевченка.
З 2008 — професор кафедри економічної кібернетики економічного факультету Київського університету імені Тараса Шевченка.
З 2020 — завідувач кафедри економічної кібернетики економічного факультету Київського університету імені Тараса Шевченка.

## Наукові інтереси
- економіко-математичне моделювання
- економічна динаміка
- моделі економічного зростання
- стохастичні моделі зростання
- оптимальне керування
- еколого-економічні моделі
- моделі відкритої економіки

## Наукові праці та підручники
Автор близько 150 наукових та науково-методичних праць, включаючи навчальні посібники, підручник та монографії. Викладає курси «Вища математика для економістів», «Економічна динаміка».
Основні праці:
- Ляшенко О. І. Вища математика для економістів: підручник / О. І. Ляшенко, О. І. Черняк, Т. В. Кравець, Н. В. Слушаєнко, О. В. Горбунов, В. В. Шпирко. За ред. О. І. Ляшенко, О. І. Черняка — К.: ВПЦ «Київський університет», 2008. — 547 с.
- Экономическая динамика. Конспект лекцій з магістерської спеціальності «Прикладна економіка». Том ІІ. Базові модулі. Під редакцією професора О. І. Черняка. Донецьк, Вид-во ДонНУ, 2004.- с.273-382.
- Ляшенко О. І., Ляшенко І. М. Математика для экономистов. Посібник: Донецьк, 1998. — 226 с.
- Математичне моделювання динаміки відкритої економіки. Монографія. — Рівне: Волинські обереги, 2005. — 360 с.
- Two-level aggregation of Leontief model «input-output»/ Research Papers of Wroclaw University of Economics. — Wroclaw, 2009. — No.59. — P.287-293.
- Системне прогнозування розвитку відкритої економіки / Держава та регіони. Серія: Економіка та підприємництво. — Запоріжжя, 2008. — № 1. — С.92-96.
- Багатопараметричне регулювання на множині нестійких траєкторій економічного зростання відкритої економіки/ Економічна кібернетика. — Донецьк, 2007. — № 3-4. — с.22-28.
- Про темпи технологічного зростання відкритої та закритої економік/ Науковий вісник Чернівецького торговельно-економічного інституту КНТЕУ: Збірник наукових праць. Вип. ІІІ. Економічні науки. — Чернівці, 2007.-с.420-427.
- Державне регулювання відкритої економіки (методологічні питання математичного моделювання)/ Вісник Східноукраїнського національного університету імені Володимира Даля. № 5 (87). Частина друга. — Луганськ, 2005. — С.156-165.
- Математическое моделирование экономических механизмов в открытой экономике при административном регулировании производства и распределения продукции /Управління розвитком: Збірник наукових праць. — Харків, 2005. — № 1. — С. 64-72.
- Парадокси змішаної економіки /Науковий вісник Чернівецького торговельно-економічного інституту КНТЕУ: Збірник наукових праць. Вип. ІІІ. Економічні науки. — Чернівці, 2004. — с.501-509.
- Контролювання хаосу шляхом зміни структури економіки /Економіка: проблеми теорії та практики. Збірник наукових праць. Випуск 195. В 4 т. Том IV. — Дніпропетровськ: ДНУ, 2004. — с. 978—986.

## Джерело
- Сайт економічного факультету Київського університету імені Тараса Шевченка [Архівовано 13 серпня 2011 у Wayback Machine.]

| українська персоналія | Це незавершена стаття про особу, що має стосунок до України. Ви можете допомогти проєкту, виправивши або дописавши її. |